# San José de Mayo
San José de Mayo é uma cidade do Uruguai, capital do departamento de San José.